# Ali Abd Allah Salih

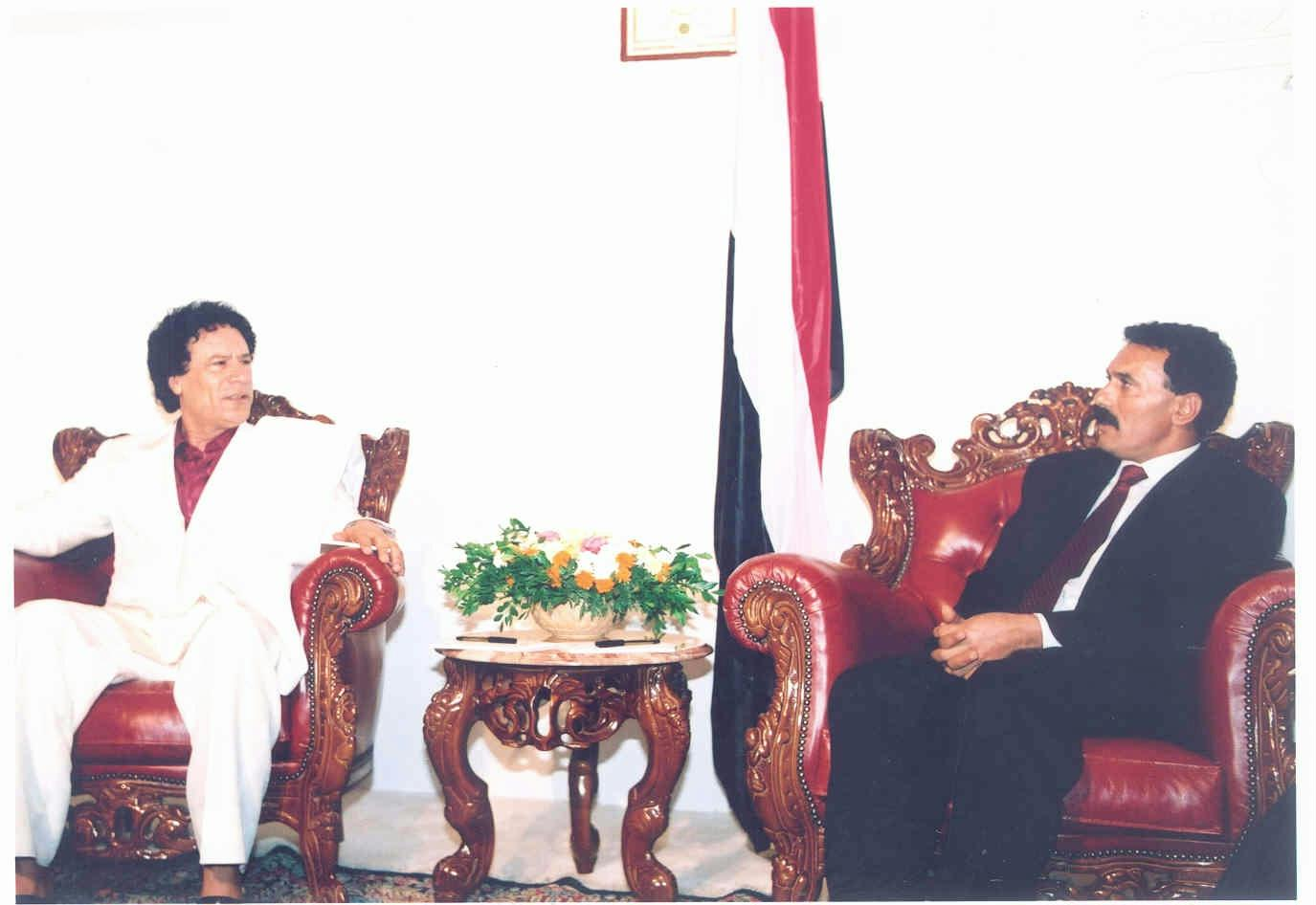
Ali Abd Allah Salih i Mu’ammar al-Kaddafi, 30 maja 1990

Ali Abd Allah Salih (arab. علي عبد الله صالح, ur. 21 marca 1942 w Al-Ahmarze, zm. 4 grudnia 2017 w Sanie) – jemeński polityk i wojskowy, w latach 1978–1990 ostatni prezydent Jemenu Północnego, w latach 1990–2012 pierwszy prezydent zjednoczonego Jemenu.

## Życiorys
W latach 1978–1990 sprawował urząd prezydenta Jemeńskiej Republiki Arabskiej (Jemen Północny). 22 maja 1990 objął stanowisko prezydenta zjednoczonego Jemenu. Został pierwszym prezydentem Jemenu wybranym bezpośrednio w wyborach prezydenckich w 1999, otrzymując 96% głosów; wszyscy pozostali kandydaci byli członkami Generalnego Kongresu Ludowego, któremu przewodniczył Salih, chociaż wystartowali jako kandydaci niezależni. Referendum z 2001 przedłużyło kadencję prezydenta do siedmiu lat. W wyborach prezydenckich 20 września 2006, Salih został wybrany z poparciem 77,2% głosów na kolejną siedmioletnią kadencję.
W styczniu 2011 przeciwko władzy prezydenta Saliha wybuchła rewolucja. Próbę zakończenia konfliktu podjęła Rada Współpracy Zatoki Perskiej, która prowadziła negocjacje między stroną rządową i opozycją. Pomimo wynegocjowania porozumienia o transferze władzy, Salih dwukrotnie odmawiał jego podpisania. 3 czerwca 2011 prezydent został ranny w czasie ataku bombowego na pałac prezydencki. Następnego dnia udał się na leczenie do Arabii Saudyjskiej, a jego obowiązki w kraju przejął wiceprezydent Abd Rabbuh Mansur Hadi. W ciągu miesiąca przeszedł ponad osiem operacji. Salih do kraju powrócił 23 września 2011, przejmując ponownie pełną władzę. Oświadczył 8 października, iż zamierza dobrowolnie zrzec się władzy. Salih powiedział Odrzucam władzę (...) i zrzeknę się jej w nadchodzących dniach. W wywiadzie z 14 listopada 2011 prezydent Salih ogłosił, iż jest gotowy ustąpić w ciągu 90 dni na warunkach dyktowanych przez GCC. Poinformował, iż armia nadal będzie zwalczać ekstremistów islamskich i wyraził zaniepokojenie, opozycja działa z Al-Ka’idą na co są niezbite dowody. 21 listopada opozycja parafowała plan GCC i potwierdziła, że prezydent Salih jest gotów podpisać porozumienie.
23 listopada 2011 Salih przybył do stolicy Arabii Saudyjskiej, Rijadu, aby podpisać porozumienie o przekazaniu władzy na mocy warunków przedstawionych przez Radę Współpracy Zatoki Perskiej (GCC). Dokument, który został podpisany przez Saliha, gwarantował mu immunitet w kraju przed sądzeniem za czyny popełnione podczas powstania w Jemenie. Dokument podpisali w obecności króla Arabii Saudyjskiej Abdullaha al Sauda także przedstawiciele jemeńskiej opozycji. Na mocy porozumienia władza wykonawcza przeszła w ręce wiceprezydenta Abd Rabbuha Mansura Hadiego na okres 90 dni. Salih zachował w tym czasie honorowy tytuł prezydenta. W ciągu 90 dni w kraju przeprowadzone miały zostać wybory prezydenckie z Hadim jako jedynym kandydatem, potwierdzające jego mandat społeczny, a także miał zostać utworzony nowy rząd na czele z premierem wywodzącym się z szeregów opozycji. Data wyborów została później wyznaczona na 21 lutego 2012. W ciągu kolejnych 2 lat przejściowe władze miały opracować projekt nowej konstytucji i zorganizować wybory parlamentarne i prezydenckie.
4 grudnia 2011 powołano w Jemenie 14-osobową Radę Wojskową. 10 grudnia 2011 zaprzysiężono nowy rząd pod kierownictwem Mohammeda Basindawy do którego weszli opozycjoniści, jak i stronnicy Saliha. 21 stycznia 2012 parlament uchwalił ustawę, dającą prezydentowi Salihowi immunitet, dzięki któremu nie odpowie za śmierć setek ludzi podczas powstania. Salih poprosił naród o przebaczenie za błędy podczas jego rządów. Stało się to podczas jego wylotu z kraju. Poleciał do Omanu, skąd przygotowana została jego podróż na rekonwalescencje do Stanów Zjednoczonych. Do kraju powrócił 25 lutego 2012. Tego dnia na prezydenta zaprzysiężony został jedyny kandydat z wyborów, które odbyły się cztery dni wcześniej, dotychczasowy wiceprezydent Abd Rabbuh Mansur Hadi. 27 lutego 2012 uroczyście przekazał władzę Hadiemu podczas uroczystej ceremonii w Sanie. Zapowiedział, iż zamierza udać się z rodziną na emigrację do Etiopii.
4 grudnia 2017 Ali Abd Allah Salih zginął w wymianie ognia pomiędzy bojówkami Huti a wiernymi mu oddziałami podczas walk ulicznych w Sanie.